# Arthur Hornblow
Arthur Hornblow Jr. (New York, 15 marzo 1893 – New York, 17 luglio 1976) è stato un produttore cinematografico statunitense.

## Biografia
Hornblow studiò al DeWitt Clinton High School a New York, al Dartmouth College e al New York Law School. Si sposò tre volte, dal 1924 al 1936 con Juliette Crosby, dal 1936 al 1942 con Myrna Loy, e dal 1945 al 1976 con Leonora Schinasi; con quest'ultima decise di ritirarsi dal mondo del cinema, dedicandosi a scrivere libri per bambini, fino alla morte, sopraggiunta all'età di 83 anni.

## Filmografia

### Produttore
- Una notte celestiale  (1931), non accreditato
- Un popolo muore (1931), non accreditato
- Usanze d'allora (1934)
- Quartiere cinese (1934)
- Ali nel buio  (1935)
- Il maggiordomo  (1935)
- Four Hours to Kill! (1935)
- Resa d'amore  (1936)
- Three Married Men (1936)
- Swing High, Swing Low, regia di Mitchell Leisen (1937)
- Waikiki Wedding (1937)
- Un colpo di fortuna (1937)
- Sorgenti d'oro  (1937)
- Artists and Models Abroad (1938)
- Tropic Holiday (1938)
- La signora di mezzanotte (1939)
- Il fantasma di mezzanotte (1939)
- La donna e lo spettro (1940)
- Arrivederci in Francia (1940)
- I cavalieri del cielo (1941)
- La porta d'oro (1941)
- Nothing but the Truth (1941)
- Frutto proibito (1942)
- Crepi l'astrologo (1944)
- Angoscia (1944)
- Grand hotel Astoria (1945)
- Il giudice Timberlane (1947)
- Desiderami (1947)
- I trafficanti (1947)
- Alto tradimento (1949)
- Giungla d'asfalto (1950)
- La ninfa degli antipodi (1952)
- La porta del mistero (1953)
- Oklahoma! (1955)
- Testimone d'accusa (1957)
- Amante di guerra (1962)